# Stade George Capwell
Le stade George Capwell, (en espagnol : Estadio George Capwell), est un stade de football situé à Guayaquil, en Équateur. 
Ce stade de 36 053 places accueille les matches à domicile du Club Sport Emelec.

## Histoire
Le stade construit en 1943 et nommé d'après le nom du premier président et fondateur du CS Emelec, sera inauguré le 21 octobre 1945 par un match de baseball, car au début il était prévu pour ce sport mais étant donné la popularité du football parmi les employés de la compagnie d'électricité dont le club Emelec est issu, le premier match de football a lieu le 2 décembre de la même année. Avec le premier titre de champion régional pour le Club Sport Emelec en 1946 et des matchs de championnat sud-américain en 1947 il deviendra un stade destiné au football avec une capacité de 11 000 places à ses débuts.
Avec l'ouverture du stade Modelo en 1959, le stade George Capwell est laissé à l'abandon et aurait même du disparaître en 1982 au profit d'un centre commercial. Avec la pression du public, des dirigeants et des journalistes le stade sera sauvé et en 1989 un projet de rénovation est lancé.
En 1991, le nouveau stade est inauguré le 26 mai avec la participation à un tournoi de l'Universitario du Pérou, du Santos du Brésil et du club argentin de l'Independiente. Le CS Emelec vaincra en finale les Brésiliens du Santos (1-0).
En 1999, le stade est agrandi puis en 2015 une tribune est démolie et remplacée par une autre de 20 000 places portant la capacité du stade à 36 053 places. Le 8 février 2017 le stade est de nouveau inauguré, il porte depuis 2013 le nom d' Estadio Arena Banco del Pacífico Capwell. En 2021, après l'expiration du contrat de naming le stade a retrouvé son nom d'origine.

## Galerie

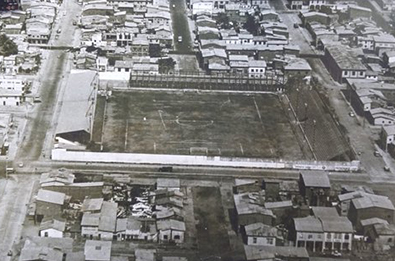
Le stade en 1970
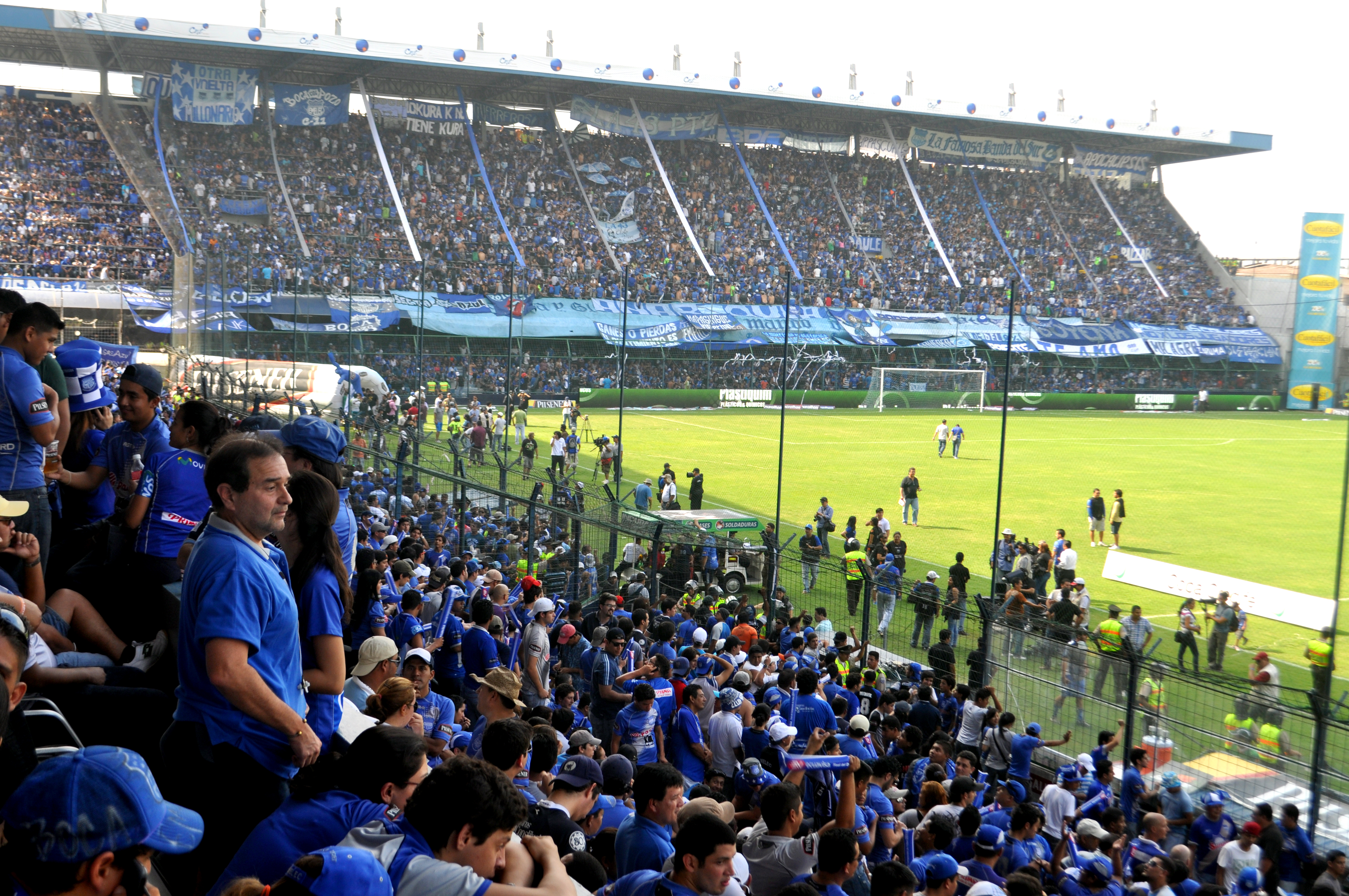
Vue intérieure